# 山口県道285号野波瀬港線
山口県道285号野波瀬港線（やまぐちけんどう285ごう のばせこうせん）は、山口県長門市を通る一般県道である。

## 概要
長門市三隅下の野波瀬漁港から国道191号に至る。三隅下豊原交差点から二条窪交差点までの区間は国道191号のバイパス開通に伴って接続道路として整備された区間である。

### 路線データ
- 起点：長門市三隅下（野波瀬港）
- 終点：長門市三隅下（二条窪交差点、国道191号交点、山口県道268号豊田三隅線終点）

## 歴史
- 1958年（昭和33年）10月1日 - 山口県告示第644号の2により認定される。
- 1972年（昭和47年） - 山口県の県道番号再編により現行の路線番号に変更される。
- 2005年（平成17年）3月22日 - 長門市と大津郡の全3町（日置町・三隅町・油谷町）が対等合併して改めて長門市が発足したことに伴い全線が長門市域のみを通る路線になり、併せて起終点の地名表記が変更される（大津郡三隅町三隅下→長門市三隅下）。

## 路線状況

### 道路施設

#### 橋梁
- 小波橋（三隅川、長門市三隅中 - 長門市三隅下）

## 地理

### 通過する自治体
- 山口県
  - 長門市

### 交差する道路
| 交差する道路                      | 交差する場所 | 交差する場所        |
| --------------------------------- | ------------ | ------------------- |
| 山口県道287号長門三隅線           | 三隅下       | 三隅下豊原交差点    |
| 国道191号 山口県道268号豊田三隅線 | 三隅下       | 二条窪交差点 / 終点 |

### 交差する鉄道
- 山陰本線

### 沿線
- 野波瀬漁港